# SM-veckan 2009 (vinter)
SM-veckan vinter 2009 avgjordes i Sundsvall och var den första upplagan av SM-veckan. Tävlingarna gick av stapeln mellan 24 januari och 1 februari 2009 och arrangerandes av Riksidrottsförbundet (RF), Sveriges Television (SVT) och Sundsvalls kommun. Fem sporter fanns med på programmet, bland annat längdskidåkning som avgjordes på Södra Berget och curling som avgjordes på Gärdehov. 

## Sporter
- Curling
- Dragkamp
- Längdskidåkning
- Skotercross
- Squash

## Resultat

### Curling
| Gren   | Guld                                                                | Guld                                                                | Silver                                                                                 | Silver                                                                                 | Brons                                                                   | Brons                                                                   |
| ------ | ------------------------------------------------------------------- | ------------------------------------------------------------------- | -------------------------------------------------------------------------------------- | -------------------------------------------------------------------------------------- | ----------------------------------------------------------------------- | ----------------------------------------------------------------------- |
| Herrar | Niklas Edin Sebastian Kraupp Viktor Kjäll Fredrik Lindberg Karlstad | Niklas Edin Sebastian Kraupp Viktor Kjäll Fredrik Lindberg Karlstad | Anders Kraupp Peder Folke Anders Hammarström Anton Sandström Stocksund                 | Anders Kraupp Peder Folke Anders Hammarström Anton Sandström Stocksund                 | Andreas Prytz Fredrik Hallström Rickard Hallström Per Noreen Härnösand  | Andreas Prytz Fredrik Hallström Rickard Hallström Per Noreen Härnösand  |
| Damer  | Anette Norberg Eva Lund Cathrine Lindahl Anna Svärd Härnösand       | Anette Norberg Eva Lund Cathrine Lindahl Anna Svärd Härnösand       | Stina Viktorsson Christina Bertrup Margaretha Sigfridsson Maria Wennerström Skellefteå | Stina Viktorsson Christina Bertrup Margaretha Sigfridsson Maria Wennerström Skellefteå | Anna Hasselborg Zandra Flyg Agnes Knochenhauer Sabina Kraupp Sundbyberg | Anna Hasselborg Zandra Flyg Agnes Knochenhauer Sabina Kraupp Sundbyberg |

### Dragkamp
| Gren                  | Guld                       | Guld                       | Silver                          | Silver                          | Brons                        | Brons                        |
| --------------------- | -------------------------- | -------------------------- | ------------------------------- | ------------------------------- | ---------------------------- | ---------------------------- |
| Lättvikt, herrar      | Christian Palm Ydre DK     | Christian Palm Ydre DK     | Marcus Karlsson Stenungsunds DK | Marcus Karlsson Stenungsunds DK | Timmie Bodehed Vedums AIS    | Timmie Bodehed Vedums AIS    |
| Mellanvikt, herrar    | Weine Gustavsson Ydre DK   | Weine Gustavsson Ydre DK   | David Fransson Hovmantord DK    | David Fransson Hovmantord DK    | Jesper Pettersson Vedums AIS | Jesper Pettersson Vedums AIS |
| Lätt tungvikt, herrar | Benny Eriksson Björke SK   | Benny Eriksson Björke SK   | Victor Jonsson Ydre DK          | Victor Jonsson Ydre DK          | Anton Frejd Björke SK        | Anton Frejd Björke SK        |
| Tungvikt, herrar      | John Pasanen Hovmantorp DK | John Pasanen Hovmantorp DK | Magnus Bengtsson Vedums AIS     | Magnus Bengtsson Vedums AIS     | Torbjörn Jansson Vedums AIS  | Torbjörn Jansson Vedums AIS  |
| Mellanvikt, damer     | Emma Eriksson Björke SK    | Emma Eriksson Björke SK    | Jenny Johansson Vedums AIS      | Jenny Johansson Vedums AIS      | Maria Boström Hovmantorp DK  | Maria Boström Hovmantorp DK  |

### Längdskidåkning
| Gren                        | Guld                           | Guld                           | Silver                              | Silver                              | Brons                                   | Brons                                   |
| --------------------------- | ------------------------------ | ------------------------------ | ----------------------------------- | ----------------------------------- | --------------------------------------- | --------------------------------------- |
| Herrarnas skiathlon 30 km   | Anders Södergren Östersunds SK | Anders Södergren Östersunds SK | Johan Olsson Åsarna IK              | Johan Olsson Åsarna IK              | Mathias Fredriksson AXA Sports Club     | Mathias Fredriksson AXA Sports Club     |
| Herrarnas sprint 1,6 km (K) | Mats Larsson Åsarna IK         | Mats Larsson Åsarna IK         | Thobias Fredriksson AXA Sports Club | Thobias Fredriksson AXA Sports Club | Emil Jönsson Årsunda IF                 | Emil Jönsson Årsunda IF                 |
| Herrarnas 15 km (F)         | Anders Södergren Östersunds SK | Anders Södergren Östersunds SK | Johan Olsson Åsarna IK              | Johan Olsson Åsarna IK              | Marcus Hellner Gellivare Skidallians IK | Marcus Hellner Gellivare Skidallians IK |
| Damernas skiathlon 15 km    | Charlotte Kalla IFK Tärendö    | Charlotte Kalla IFK Tärendö    | Britta Norgren Sollefteå SK         | Britta Norgren Sollefteå SK         | Anna Olsson Åsarna IK                   | Anna Olsson Åsarna IK                   |
| Damernas sprint 1,1 km (K)  | Britta Norgren Sollefteå SK    | Britta Norgren Sollefteå SK    | Lina Andersson Piteå Elit SK        | Lina Andersson Piteå Elit SK        | Anna Olsson Åsarna IK                   | Anna Olsson Åsarna IK                   |
| Damernas 10 km (F)          | Charlotte Kalla IFK Tärendö    | Charlotte Kalla IFK Tärendö    | Anna Haag IFK Mora                  | Anna Haag IFK Mora                  | Britta Norgren Sollefteå SK             | Britta Norgren Sollefteå SK             |

### Skotercross
| Gren         | Guld                   | Guld                   | Silver                       | Silver                       | Brons                                   | Brons                                   |
| ------------ | ---------------------- | ---------------------- | ---------------------------- | ---------------------------- | --------------------------------------- | --------------------------------------- |
| Stadioncross | Emil Öhman Älvsbyns MS | Emil Öhman Älvsbyns MS | Fredrik Granberg Tavelsjö SK | Fredrik Granberg Tavelsjö SK | Christian Salemark Södra Lappmarkens MK | Christian Salemark Södra Lappmarkens MK |

### Squash
| Gren   | Guld                               | Guld                               | Silver                           | Silver                           | Brons                              | Brons                              |
| ------ | ---------------------------------- | ---------------------------------- | -------------------------------- | -------------------------------- | ---------------------------------- | ---------------------------------- |
| Herrar | Christian Drakenberg Stockholms SK | Christian Drakenberg Stockholms SK | Badr Abdel Aziz Intersquash Club | Badr Abdel Aziz Intersquash Club | Carl-Johan Löfvenborg Roslagen SRC | Carl-Johan Löfvenborg Roslagen SRC |
| Herrar | Christian Drakenberg Stockholms SK | Christian Drakenberg Stockholms SK | Badr Abdel Aziz Intersquash Club | Badr Abdel Aziz Intersquash Club | Foad Hammouni Stockholms SK        |                                    |
| Damer  | Anna-Carin Forstadius Roslagen SRC | Anna-Carin Forstadius Roslagen SRC | Anna Detter Roslagen SRC         | Anna Detter Roslagen SRC         | Matilda Ravn-Holm Malmö SRC        | Matilda Ravn-Holm Malmö SRC        |
| Damer  | Anna-Carin Forstadius Roslagen SRC | Anna-Carin Forstadius Roslagen SRC | Anna Detter Roslagen SRC         | Anna Detter Roslagen SRC         | Lovisa Forstadius Roslagen SRC     |                                    |